# Pidlissea, Jovkva
Pidlissea (în ucraineană Підлісся) este localitatea de reședință a comunei Pidlissea din raionul Jovkva, regiunea Liov, Ucraina.

## Demografie
Componența lingvistică a localității Pidlissea
     Ucraineană (100%)
Conform recensământului din 2001, toată populația localității Pidlissea era vorbitoare de ucraineană (100%).